# Culturele wending
De culturele wending is een ontwikkeling in de humane en sociale wetenschappen die teweeg werd gebracht door verschillende ontwikkelingen die door de verschillende disciplines heen liepen. Het meest opvallend was de opkomst van de culturele studies en de dominantie van de cultuursociologie binnen de sociologische discipline, maar ook de post-modernistische en post-structuralistische kritieken waren belangrijk. De term slaat op de verschuiving van een wereldbeeld waar de nadruk op politiek en economisch vlak ligt, naar een wereldbeeld waar de nadruk eerder op betekenis en cultuur ligt. Deze verschuiving is reeds lang aan de gang, maar is nadrukkelijker aanwezig sinds de jaren ’60.
In de vroege twintigste eeuw was er sprake geweest van een linguistic turn, vooral door het denken van Ludwig Wittgenstein en Ferdinand de Saussure. De cultural turn zou later komen en de kritieken van de linguistic turn opnemen en er zaken aan toevoegen.
Ook de introductie van het sociaal constructionisme is van groot belang geweest voor deze ontwikkeling. Door de verschuiving naar betekenis, is het belang van hoge kunst en massacultuur in de culturele studies afgenomen. Waar cultuur vroeger voornamelijk over dingen ging (een kunstwerk, een televisieserie), gaat het nu eerder over processen en betekenispraktijken.
Door de culturele wending hebben de culturele studies meer respect als academische discipline gekregen. Door af te stappen van de hoge kunsten heeft de discipline aan belang en invloed op andere disciplines gewonnen. 